# Germain d'Alaska
Saint Germain d'Alaska ou saint Herman d'Alaska (russe : Преподобный Герман Аляскинский, Prepodobnyj German Aliaskinskij, « saint Germain d'Alaska »), né vers 1750 et mort en 1836 est un moine russe orthodoxe et missionnaire en Alaska, laquelle était alors partie de l'Empire russe. Ses manières pleines de douceur et sa vie ascétique lui valurent l'amour et le respect tant des populations autochtones d'Alaska que des colons russes. De nombreux orthodoxes américains le considèrent comme le saint patron de l'Amérique du Nord.

## Premières années
Les biographes ne s'accordent pas sur les premières années de la vie de Germain. Sa biographie officielle, publiée par le Monastère de Valaam prétend que son nom de naissance est inconnu mais qu'il est né dans une famille de marchands à Serpukhov dans l'Oblast de Moscou. Selon cette biographie officielle, il aurait été plus tard novice à la laure de la Trinité-Saint-Serge près de Saint-Pétersbourg ; d'autres sources aussi crédibles, dont une lettre de la propre main de Saint Germain, indiquent qu'il fit son noviciat au monastère de Sarov. Il reçut la tonsure de moine au Monastère de Valaam.
Les biographes s'accordent sur le fait qu'à Valaam, Germain suivit l'enseignement de l'abbé Nazarius, venu du monastère de Sarov, qui était influencé par la tradition hésychastique de Païssy Velitchkovsky. Germain était apprécié des autres frères mais aspirait à la solitude. Il devint ermite, avec la bénédiction de l'abbé Nazarius. Son ermitage, se situait à deux kilomètres du monastère et fut connu plus tard sous le nom de "Terre de Germain" ou "Germanovo". Le métropolite Gabriel de Saint-Pétersbourg lui offrit de l'ordonner prêtre et, par deux fois, de conduire les missions orthodoxes russes en Chine, mais il refusa, préférant la solitude et demeura un simple moine,. Des années après être parti pour l'Amérique, Germain demeurait en contact avec son foyer spirituel ; dans une lettre à Nazarius, il écrit : « dans mon esprit, j'imagine mon bien-aimé Valaam, et constamment je le vois à travers le grand océan »

## Mission en Alaska

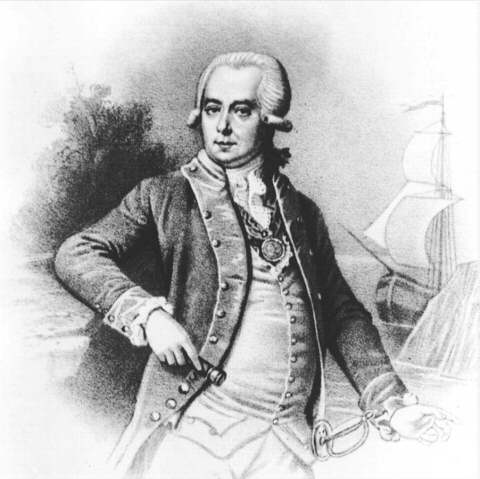
Grigori Chelikhov, fondateur de la colonie de l'Île Kodiak, invita la première mission russe orthodoxe au Nouveau-Monde.

La colonisation russe des Amériques commença avec la première exploration de l'Alaska par Vitus Béring et Alekseï Tchirikov en 1741. L'expédition collecta 1 500 peaux de loutre de mer achetées 1 000 roubles chacune par des marchands chinois à leur maison de commerce près du lac Baïkal. Ceci inaugura une « ruée vers la fourrure » dans les années 1741-1798 : des aventuriers, appelés promychlenniki en russe, prospectèrent l'Alaska et les Îles Aléoutiennes ; ils combattirent les populations indigènes en même temps qu'ils y contractèrent mariage. Grigori Chelikhov, un trafiquant en peaux, soumit les populations de l'Île Kodiak. Il y fonda avec Ivan Golikov un comptoir de commerce de peaux qui reçut privilège du gouvernement impérial, devenant la Compagnie Russo-Américaine. Chelikhov créa une école pour les habitants, dont beaucoup se convertirent au Christianisme orthodoxe russe,.
La Compagnie Russo-Américaine réclama au Saint-Synode de l'Église russe un prêtre pour les autochtones. Au lieu d'un prêtre, Catherine II la Grande décida d'envoyer toute une mission de l'Église russe en Amérique. Elle confia au Métropolite Gabriel de Saint-Pétersbourg la charge de recruter des missionnaires ; celui-ci choisit dix moines de Valaam, dont Germain. Les missionnaires arrivèrent à Kodiak le 14 septembre 1794.
Germain et les autres missionnaires découvrirent à Kodiak une dure réalité bien éloignée des descriptions enjolivées de Chelikhov. Les autochtones de Kodiak étaient traités brutalement par la Compagnie, dirigée par Alexandre Baranov, adjoint de Chelikov, qui devint le premier gouverneur de la colonie. Les hommes étaient contraints de chasser dans les pires conditions climatiques ; les femmes et les enfants étaient violés. Les moines furent choqués aussi de l'alcoolisme généralisé de la population russe et que la plupart des colons aient pris des maîtresses indigènes. Les moines ne reçurent pas les fournitures qui leur avaient été promises et ils durent, pour se nourrir, cultiver le sol avec des outils de bois. Malgré ces difficultés, les moines parvinrent à baptiser 7 000 indigènes et entreprirent la construction d'une église et d'un monastère. Germain tenait la boulangerie et acquittait la fonction d'économe.
Les moines devinrent les défenseurs des indigènes kodiaques. Germain se fit remarquer par son zèle à les défendre contre les exigences abusives de la Compagnie et Baranov, dans une lettre, le décrit comme un écrivaillon et un bavard. Un historien de l'époque le compare à Bartolomé de las Casas, défenseur des Amérindiens contre la conquête espagnole.
Après une décennie passée en Alaska, Germain devint chef de la mission en 1807, bien qu'il n'ait pas été ordonné prêtre. Les autochtones l'aimaient et le respectaient ; il devint même l'ami de Baranov. Germain tenait l'école où, en plus de la lecture et de l'écriture, il enseignait des disciplines religieuses telles que le chant et l'Évangile. Désirant toujours poursuivre une existence érémitique, il démissionna de ses fonctions missionnaires et s'installa sur l'Île Spruce.

## Vie sur l'Île Spruce

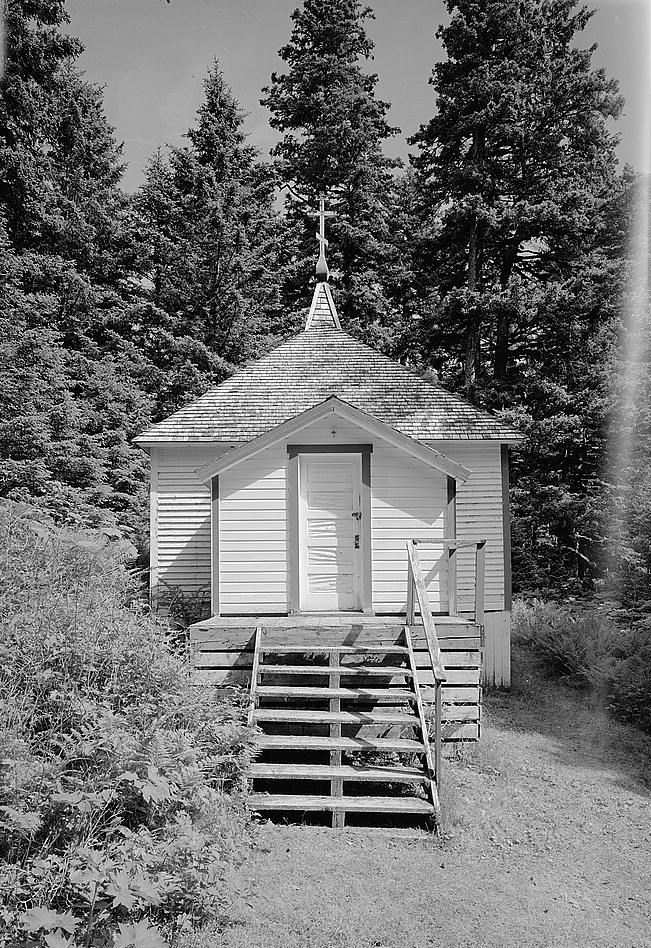
Chapelle des saints Serge et Germain de Valaam. Chapelle édifiée en 1868 sur le site de la sépulture de Germain, à proximité immédiate de son ermitage.

Germain s'installa sur l'île Spruce entre 1811 et 1817. Spruce est séparée de l'île Kodiak par un détroit large d'un kilomètre et demi. Sa situation était idéale pour mener une vie d'ermite. Germain nomma son ermitage : « Nouveau Valaam ». Il portait un habit très simple et dormait sur un banc couvert d'une peau de cerf. Lorsqu'on lui demanda comment il pouvait vivre seul au milieu des forêts, il répondit que « Je ne suis pas seul ; Dieu est ici. Dieu est partout ».
Malgré sa vie solitaire, il fut très vite entouré. Il recevait des visiteurs — surtout des indigènes aléoutiens — les dimanches et jours de fête. Bientôt à son ermitage furent adjointes une chapelle et une maison d'hôtes pour les visiteurs, puis une école pour les orphelins. Germain avait quelques disciples, dont l'orphelin créole Gerasim Ivanovitch Zyrianov et une jeune aléoutienne appelée Sofia Vlassova. Plusieurs familles s’installèrent près de l'ermitage du Vénérable qui réglait leurs conflits. German aimait profondément les Aléoutiens : il les défendit contre les exigences de la Compagnie et, lors d'une épidémie, fut le seul Russe à se préoccuper de leur sort, œuvrant infatigablement à soigner les malades et à consoler les mourants,.
La tradition a gardé le souvenir de ses actions miraculeuses contre l'inondation et l'incendie de forêt.
Germain acheva sa vie sur l'île Spruce où il mourut le 15 novembre 1836.

## Sainteté
Le 8 août 1970, le métropolite Ireney de l'Église orthodoxe en Amérique, avec l'archevêque Paul de Finlande et d'autres autorités ecclésiastiques, présida la cérémonie de canonisation de Germain tenue à la Cathédrale de la Sainte Résurrection sur l'île de Kodiak. Ses reliques furent transférées de sa tombe, sous la chapelle des saints Serge (en) et Germain de Valaam, sur l'île Spruce, à la Cathédrale de la Sainte Résurrection.
Plusieurs fêtes commémorent saint Germain d'Alaska au fil de l'année. Comme les églises orthodoxes utilisent le calendrier julien et le calendrier grégorien, la liste des fêtes ci-dessous est datée dans chacun de ces deux calendriers respectivement :
- 27 juillet / 9 août — Glorification : anniversaire de la glorification et de la canonisation de saint Germain d'Alaska ;
- 15 novembre / 28 novembre — Repos : anniversaire de la mort de saint Germain ;
- 13 décembre : 25 décembre - Repos : à cause d'une erreur, cette date était autrefois considérée comme celle de la mort de Germain. La longue tradition de célébrer sa mémoire en ce jour fait que celui-ci est resté une fête. Cette date correspond vraisemblablement à son inhumation. Pour les chrétiens orthodoxes qui suivent le calendrier grégorien, cette fête tombe le 25 décembre et constitue une alternative spirituelle à la sécularisation de la fête de Noël ;
- Le deuxième dimanche après la Pentecôte : où Germain fait partie des saintes célébrés au synaxaire des saints d'Amérique du Nord. Fête mobile.